# Nhà Knýtlinga

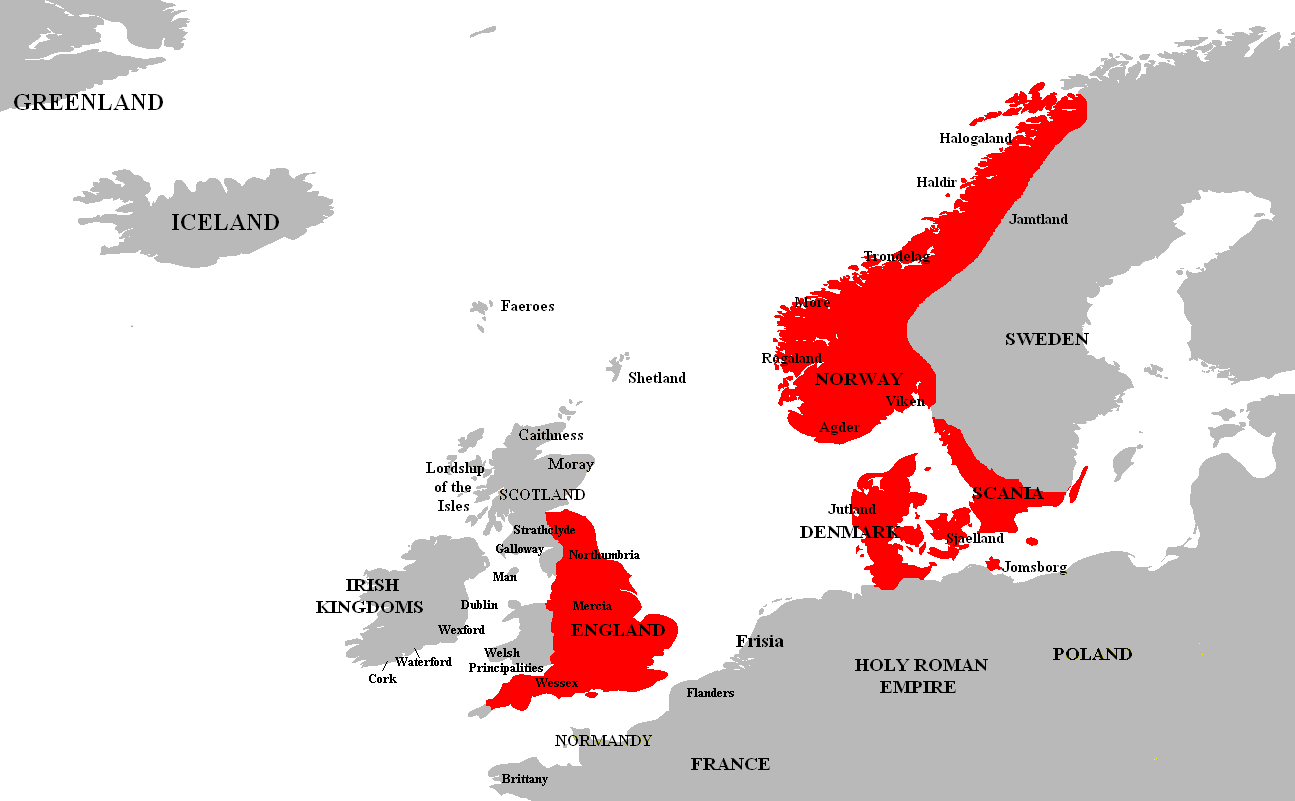
Lãnh thổ của Knud Đại đế: màu đỏ

Nhà Knýtlinga của Đan Mạch (tiếng Anh: "House of Cnut's Descendants", nghĩa tiếng Việt: Triều đại của con cháu Knud) từng là triều đại cai trị bán đảo Scandinavia và Vương quốc Anh thời Trung Cổ. Vị vua vĩ đại nhất của triều đại này là Knud Đại đế, ngoài ra nổi bật còn có cha của Knud là Svend Tveskæg, ông nội Harald Bluetooth và các con trai là Harthacnut, Harold Harefoot và Svein Knutsson. Triều đại này còn đựoc gọi là Nhà Canute, Nhà Đan Mạch, Nhà Gorm, hoặc Triều đại Jelling.
Khi Harald Bluetooth làm vua, ông đã cho khắc lời tuyên bố của mình bằng chữ rune trên một bia đá Jelling nổi tiếng rằng ông đã hợp nhất lãnh thổ bao gồm Đan Mạch và Na Uy ngày nay dưới sự cai trị của ông. Tuyên bố về Na Uy khá viển vông, vì ông chỉ cai trị gián tiếp và trong một số giai đoạn một vài khu vực của Na Uy ngày nay. Dưới triều đại Knýtlinga đã hình thành quốc gia Đan Mạch sơ khởi.
Năm 1018 SCN nhà Knýtlinga đã hợp nhất ngôi vua Đan Mạch và Anh thông qua liên minh cá nhân. Vào thời đỉnh cao quyền lực từ năm 1028-1030, vương triều này đã cai trị Đan Mạch, Na Uy và Anh. Sau cái chết của những người kế vị trong vòng 10 năm sau cái chết của chính Knud Đại đế, và cuộc chinh phục nước Anh của người Norman vào năm 1066, phần lớn di sản của nhà Knýtlinga đã không còn.

## Vua của Đan Mạch
Vương triều này đã cho xây dựng nhiều pháo đài hình tròn đầy ấn tượng, cũng như cải tiến cách tổ chức quân đội và chứng kiến quá trình Cơ đốc giáo hóa ở Đan Mạch. Các vị vua đã phát triển một mô hình quyền lực hoàng gia, tương đồng với các vương quốc châu Âu sau này, và góp phần thúc đẩy việc đúc những đồng tiền Scandinavia đầu tiên.
Theo Andres Dobat, triều đại Jelling là một ví dụ về các vị vua ngoại bang, khi những vị vua đầu tiên Harthacnut I hoặc Gorm đều gần như là người nước ngoài. Theo sử gia Na Uy Sverre Bagge, những dấu hiệu đầu tiên cho thấy các quy tắc kế vị rõ ràng ở Đan Mạch diễn ra dưới triều đại Jelling.=

## Vua của Anh
Nhà Knýtlinga đã trị vì Vương quốc Anh từ 1013 đến 1014 và từ 1016 đến 1042.
Năm 1013 Sweyn Forkbeard, khi đó đã là Vua Đan Mạch và Na Uy, overthrew King Æthelred Bất tài của Nhà Wessex. Sweyn lần đầu xâm lược nước Anh năm 1003 để trả thù cái chết của chị gái Gunhilde của ông cũng như nhiều người Đan Mạch khác bị giết trong vụ thảm sát ngày thánh Brice (thứ Sáu ngày 13/11/1002) theo lệnh của Æthelred.
Sweyn chết năm 1014 và Æthelred được phục vị. Tuy nhiên, năm 1015 con trai của Sweyn là Knud Đại đế đã xâm chiếm nước Anh. Sau khi Æthelred băng hà tháng 4 năm 1016, con trai ông là Edmund Ironside làm vua trong thời gian ngắn rồi bị buộc phải dâng một nửa nước Anh cho Knud. Edmund chết vào tháng 11 cùng năm, Cnut trở thành vua của cả nước Anh. Scotland thần phục ông vào năm 1017, và Na Uy thần phục năm 1028.
Mặc dù Knud đã thành hôn với Ælfgifu xứ Northampton, ông tiếp tục lấy vợ góa của Æthelred là Emma xứ Normandie. Ông trị vì cho đến khi qua đời năm 1035. Sau khi ông chết, người con trai khác của Æthelred là Alfred Aetheling đã cố gắng chiếm lại ngai vàng nước Anh nhưng Alfred bị phản bội và bắt giam bởi Godwin, Bá tước xứ Wessex, người ủng hộ con trai của Knud là Harold Harefoot. Alfred bị mù và chết không lâu sau đó.
Harold làm vua đến năm 1040, tuy nhiên mẹ của ông là Ælfgifu có thể đôi khi đã nắm quyền thay ông. Harold ban đầu chia sẻ nước Anh với người anh cùng cha khác mẹ của mình là Harthacnut, con của Cnut và Emma. Harold cai trị ở Mercia và Northumbria, còn Harthacnut cai trị ở Wessex. Tuy nhiên Harthacnut cũng là vua của Đan Mạch (với hiệu là Knud III) và dành phần lớn thời gian của mình ở đó, vậy nên Harold thực sự là người cai trị duy nhất của nước Anh.
Harthacnut kế vị Harold làm vua nước Anh (đôi khi ông còn được gọi là Cnut II). Ông mất hai năm sau đó, và người anh cùng cha khác mẹ Edward Nói thật (Edward the Confessor) trở thành vua. Edward là con trai của Æthelred và Emma, và do đó, với sự kế vị ngai vàng của ông, Nhà Wessex đã được phục hồi.

### Vương quốc Anh hậu triều đại Knýtlinga
Edward Nói thật trị vì tới năm 1066. Anh rể của ông là Harold Godwinson - con trai kẻ đã phản bội Alfred - trở thành vua Harold II, kích động cuộc xâm lược Anh của người Norman trong cùng năm. Harold II là vị vua Anglo-Saxon cuối cùng của nước Anh.
Những người Norman là hậu duệ của những người Viking đã định cư ở Normandy. Mặc dù họ đã chuyển sang sử dụng tiếng Pháp, nhưng di sản và hình ảnh bản thân của họ về cơ bản vẫn là người Viking. Theo cách này, một cách gián tiếp, người Viking cuối cùng đã chinh phục và giữ được nước Anh sau cùng.
Năm 1085–86 vua Knud IV của Đan Mạch lên kế hoạch cho cuộc xâm lược nước Anh cuối cùng của người Đan Mạch nhưng ông bị những kẻ phản loạn người Đan Mạch ám sát trước khi ông có thể thực hiện. Đó là lần cuối cùng người Viking cố gắng tấn công Tây Âu, cái chết của Knud là dấu chấm hết cho Thời đại Viking.

### Danh sách các vua người Đan Mạch của Vương quốc Anh
- Sweyn Forkbeard, 1013–14 (cũng là Vua Đan Mạch từ 986–1014 và Vua Na Uy từ 999–1014)
- Knud Đại đế, 1016–1035 (cũng là Vua Đan Mạch từ 1018–35 và Na Uy từ 1028–35)
- Harold Harefoot, 1035–40
- Harthacnut, 1040–42 (cũng là Vua Đan Mạch từ 1035–1042)

### Các vương hậu Anh trong triều đại người Đan Mạch
- Emma xứ Normandie (1002–1016 và 1017–1035)
- Ælfgifu xứ Northampton (1016–1035)